# Žrtveni oltar (Sveto pismo)
Oltarji (hebrejsko מִזְבֵּחַ, latinizirano: mizbeah, dob. 'zakol, žrtev') v hebrejski Bibliji so bili običajno narejeni iz zemlje (2 Mz 20,24) ali neobdelanega kamna (2 Mz 20,25). Postavljeni so bili v glavnem na vidnih mestih (1 Mz 22,9, Ez 6,3, 2 Kr 23,12, 2 Kr 16,4, 2 Kr 23,8). Prvi oltar, zapisan v hebrejski Bibliji, je tisti, ki ga je postavil Noah (1 Mz 8,20). Postavil jih je Abraham (1 Mz 12,7, 1 Mz 13,4; 1 Mz 22,9), Izak (1 Mz 26,25), Jakob (1 Mz 33,20, 1 Mz 35,1-3) in Mojzes (2 Mz 17,15).
Po teofaniji na svetopisemski gori Sinaj, v tabernaklu (šotoru) - in kasneje v templju - omenimo samo dva oltarja: oltar žgalnega darila in oltar kadila.

## Oltar žgalne daritve
Prvi oltar je bil oltar žgalnih daritev (mizbeach ha'olah) (2 Mz 30,28), ki se imenuje tudi bronasti oltar (2 Mz 39,39), zunanji oltar (mizbeach hachitzona), zemeljski oltar (mizbeach adamah) veliki oltar (mizbeach hagedola) in tabla Gospoda (Mal 1,7). To je bil zunanji oltar in stal na dvorišču duhovnikov, med templjem in Izraelskim dvoriščem, na katerem so bili darovani korbanot (žrtvovane živali in ptice). Kri žrtvovanja bi se vrgla proti dnu oltarja (2 Mz 29,12, 3 Mz 4,18), na njem pa bi se darovali deli žrtev (natančno, kateri deli bi bili odvisni od vrste žrtve). Tudi na oltarju, bi bilo darovano meso, tukaj se zlila pijača (libacija vina). Vse žrtve so morale biti »začinjene s soljo« (3 Mz 2,13, 4 Mz 18,19).
Duhovnik, ki je služil pri žgalni daritvi, bi se moral obleči v duhovniško obleko, preden se je približal oltarju. Odstranil bi pepel in jih položil ob oltar. Nato bi se preoblekel in odstranil pepel na čist kraj zunaj tabora (3 Mz 6,10-11, primerjaj 3 Mz 1,16).
V 2 Mz 27,3 so našteti različni pripomočki, uporabljeni pri oltarju. Izdelali so jih iz medenine. (1 Sam 2,13-14, 2 Mz 16,12, 4 Mz 16,6-7). Oltarja ni bilo mogoče izrezati z uporabo posode iz železa ali brona (2 Mz 20,25), niti ni bilo dovoljeno na njem ali v bližini, ker sta bila za izvedbo vojne uporabljena železo in bron. Oltar in njegovi pripomočki so se šteli za sveto in duhovniki so se morali obleči in umiti roke, preden so se jih dotaknili - tudi pri odstranjevanju pepela iz oltarja.
V skladu z biblijo je ogenj na oltarju neposredno prižgala Božja roka in mu ni bilo dovoljeno iti ven (3 Mz 6,12-13). Na oltarju ni mogel biti noben čuden ogenj. Žgalne daritve bi ostale ves čas pred oltarjem, preden bi jih lahko odstranili (3 Mz 6,9).

### V tabernaklju
Prvi oltar te vrste je bil narejen s premikom otrok Izraela, ko so hodili po puščavi. Njegova konstrukcija je opisana v 2 Mz 27,1-8. Bil je kvadraten, dolg 5 laktov in širok ter visok 3 lakte. Izdelan je bila iz akacijevega lesa in prekrit z medenino. Vsak od štirih vogalov, ki se imenujejo »rogovi« (keranot), je bil dvignjen. Oltar je imel votlino, razen mrežaste rešetke, ki je bila postavljena na polovici poti, na kateri je bil les za žganje žrtev. Območje pod rešetko je bilo napolnjeno z zemljo. Na obeh straneh oltarja so bili postavljeni obroči, skozi katere so lahko postavili drogove za prenašanje. Ti koli so bili narejeni iz lesa akacije in prekriti z medenino.
Ko je Mojzes posvetil tabernakelj (šotor) v puščavi, je po sedemkrat poškropil oltar za žganje daritev z mazilnim oljem (2 Mz 8,10-11) in ga očistil, vzel nekaj krvi junca in jo s prstom nanesel okrog in okrog na rogove oltarja in ga tako očistil greha (korban ḥatat - daritev za greh), »drugo kri pa je zlil k vznožju oltarja. Ko je tako opravil spravo nad njim, ga je posvetil«. (2 Mz 8,14-15).
Kohati so bili eden od treh glavnih enot Levitov, ki so bili odgovorni za selitev in postavitev oltarja. Ko je prišel čas, da so se Izraelci premaknili, so odstranili pepel iz oltarja in nanj raztegnili vijolično krpo, položili vse instrumente in posode, uporabljene pri žrtvovanju, ga pokrili z odejo jazbečeve kože in postavili nosilne palice (4 Mz 4,13-14). Po uporu Koraha, je bronaste kadilnice, ki so jih uporabili uporniki, Eleazar spremenil v plošče, ki so jih uporabljali za pokrivanje oltarja, kot opozorilo, da lahko pred Gospodom darujejo samo duhovniki seme Arona (4 Mz 16,36-40).

### V templju
Opis oltarja v Salomonovem templju daje večje dimenzije (2 Krn 4,1), 1 Kr 8,22, 1 Kr 8,64, 1 Kr 9,25) in je bil v celoti izdelan iz medenine, ki je pokrivala strukturo kamna ali zemlje. Ker je bil ta oltar večji od tistega, ki je bil uporabljen v divjini, je imel rampo, ki je vodila nanj. Uporabljena je bila rampa zato, ker je Tora prepovedala uporabo stopnic za približevanje oltarju: »In ne stopaj k mojemu oltarju po stopnicah, da se ne odgrne tvoja nagota pred njim!« (2 Mz 20,26). Na dan posvetitve novega templja je Solomon posvetil tudi prostor v središču duhovniškega dvorišča za žgalne daritve, ker bronast oltar, ki ga je naredil, ni bil dovolj velik, da bi imel vse daritve (2 Krn 7,7).
Pokazalo se je, da je ta oltar obnavljal Asa (2 Krn 15,8), ki ga je odstranil Ahaz (2 Kr 16,14), in »očistil« Ezekija, v zadnjem delu čigar vladavine je bil obnovljen. Končno so ga Babilonci leta 586 pr. n. št. razbili in odnesli (Jer 52,17).
Po vrnitvi iz babilonskega ujetništva po biblijski pripovedi je bil ponovno postavljen (Ezr 3,3-6), kjer je stal nekoč. Ko je Antioh IV. Epifan porušil Jeruzalem, je oskrunil oltar žgalnih daritev s postavitvijo poganskega oltarja na njem. Jud Maccabej je obnovil oltar, ko je ponovno zavzel Jeruzalem. Ker je bil obstoječi oltar oskrunjen s krvjo poganskih žrtev, so bili stari kamni oltarja odstranjeni in zamenjani z novimi, nedolžnimi. Ker pa so bili stari kamni predhodno posvečeni z židovskimi žrtvami, jih ni bilo mogoče premakniti na nečisto mesto; tako da so ostali na tempeljski gori »dokler ne bo prišel prerok, da bi povedal, kaj naj storijo z njimi«. (1 Mkb 4,41-47)
Med velikim gradbenim delovanjem Heroda Velikega na Tempeljski gori je bil verjetno prenovljen. Talmudski učenjaki zelo natančno opisujejo oltar med obdobjem Drugega templja. Oltar je bil zgrajen kot popoln kvadrat in je bil precej velik: dosegel je višino 10 komolcev (približno 5 metrov), širina pa je bila 32 komolcev (približno 16 metrov). Zgrajen je bil iz dveh glavnih delov: samega oltarja in rampe. Oboje zgrajeno iz kamnov in zemlje. Na vrhu oltarja so bile na štirih vogalih votle škatle, na katerih so se pojavile majhne izbokline ali »rogovi«. Ti rogovi so merili en komolec v kvadrat in pet dlani visoko vsak (Mz 25,10-22). V tej obliki je oltar ostal na svojem mestu do uničenja Jeruzalema s strani Rimljanov leta 70.
Danes v Kupoli na skali takoj pod veliko zlato kupolo, za katero se domneva, da zaseda mesto starega templja, je groba projekcija naravne kamnine, znane kot temeljni kamen, ki meri v dolžino približno 60 metrov, 50 metrov v svoji največji širini in na najvišji točki približno 4 metra nad tlakom.

## Oltar kadila
Drugi oltar je bil Oltar kadila (Mizbach haketoros) (2 Mz 30,1-10), ki se imenuje tudi zlati oltar (mizbach hazahav) (2 Mz 39,38, 4 Mz 4,11) in notranji oltar (mizbach hap'nimi) in je stal v notranjosti, na svetem mestu »pred zagrinjalom, ki je pred skrinjo pričevanja«.
Oltar je bil zgrajen iz akacijevega lesa in prekrit s čistim zlatom. Bil je en komolec dolg, en komolec širok, štirioglat in dva komolca visok, z rogovi iz celega, z zlatom okoli vrha in z obroči tik ob okviru, da se vanje vtakneta drogova in je bilo mogoče mizo nositi (2 Mz 37,25-26). Drogovi so bili izdelani iz akacijevega lesa, pokriti z zlatom. Mojzes je posvetil oltar z maziljenim oljem, ko je bil posvečen tabernakelj (2 Mz 40,9).
Na tem oltarju so kadilo žgali v jutranjem času in pri večernem žrtvovanju. Oglje, ki je bilo uporabljeno na tem oltarju, je bilo treba vzeti iz žgalnega oltarja. Uporabljeno kadilo je bilo treba izdelati po posebni formuli (2 Mz 30,34-35) in nobeno drugo kadilo ni bilo dovoljeno (Eksodus 30:9). Po judovski tradiciji je kadilo izdelala družina Avtinas, ki je skrbno varovala svojo skrivnost. Darovanje kadila je moralo biti tudi začinjeno s soljo.
Daritev kadila je bil vrhunec vsakodnevnega jutra in večernih obredov. To je bil del tempeljske službe, ki jo je Bog najbolj ljubil (Zohar I 130: A). Žganje kadila je bilo simbolična molitev ljudi, ki so se dvignili k Bogu (Ps 141,2, Raz 5,8, Raz 8,3-4). Daritev je morala potekati po žrtvovanju, kajti šele po pokori bi se lahko obhajalo z Bogom. Po darovanju kadila so Kohenimi (duhovniki) izrekli blagoslov na ljudstvo.
Enkrat na leto je bil na Yom Kippur, oltar kadila očiščen (2 Mz 30,10, 3 Mz 16,18-19). Visoki duhovnik bi, po žrtvovanju bika in koze ter čiščenju svetega z njihovo krvjo, združil kri obeh živali. Potem bi začel od severovzhodnega vogala in na vsakem od štirih rogov Zlati oltar razlivati mešanico krvi. Potem je potrosil kri na oltar osemkrat.
V Salomonovem templju je bil oltar podoben, vendar je bil iz cedrovine (1 Kr 6,20; 1 Kr 7,48), ki je bil zlaten. V Ezk 41,22 se imenuje "oltar lesa". (glej tudi 2 Mz 30,1-6)
V templju, obnovljenem po babilonskem izgonu, je bil zlati oltar obnovljen. Antioh Epifan ga je vzel, vendar ga je kasneje obnovil Jud Makabej (1 Mkb 1,23, 1 Mkb 4,49). Na tem oltarju je služil Zaharija, ko se mu je pojavil angel (Lk 1,11). Med trofeje, ki jih je Titus izgubil po uničenju Jeruzalema in prikazan na Titovem slavoloku v Rimu, ni prikazan oltar kadila, čeprav pa menorah, srebrn rog (šofar, omenjena v 4 Mz 10,2-10), možnar, ki se uporablja za pripravo kadila in morda položen kruh.